# Doug West
Jeffery Douglas „Doug” West (ur. 27 maja 1965 w Altoona) – amerykański koszykarz, występujący w na pozycjach rzucającego obrońcy lub niskiego skrzydłowego, od 2023 asystent trenera Philadelphia 76ers.
W 1985 jako zawodnik liceum Altoona został wybrany do IV składu Parade All-American.
5 września 2023 został asystentem trenera Philadelphia 76ers.

## Osiągnięcia
Na podstawie, o ile nie zaznaczono inaczej.
NCAA
- Uczestnik rozgrywek:
  - Elite 8 turnieju NCAA (1988)
  - turnieju NCAA (1986, 1988)
- Zaliczony do I składu turnieju AAC (1988)

NBA
- Uczestnik konkursu wsadów NBA (1992)